# Christuskirche (Velden)

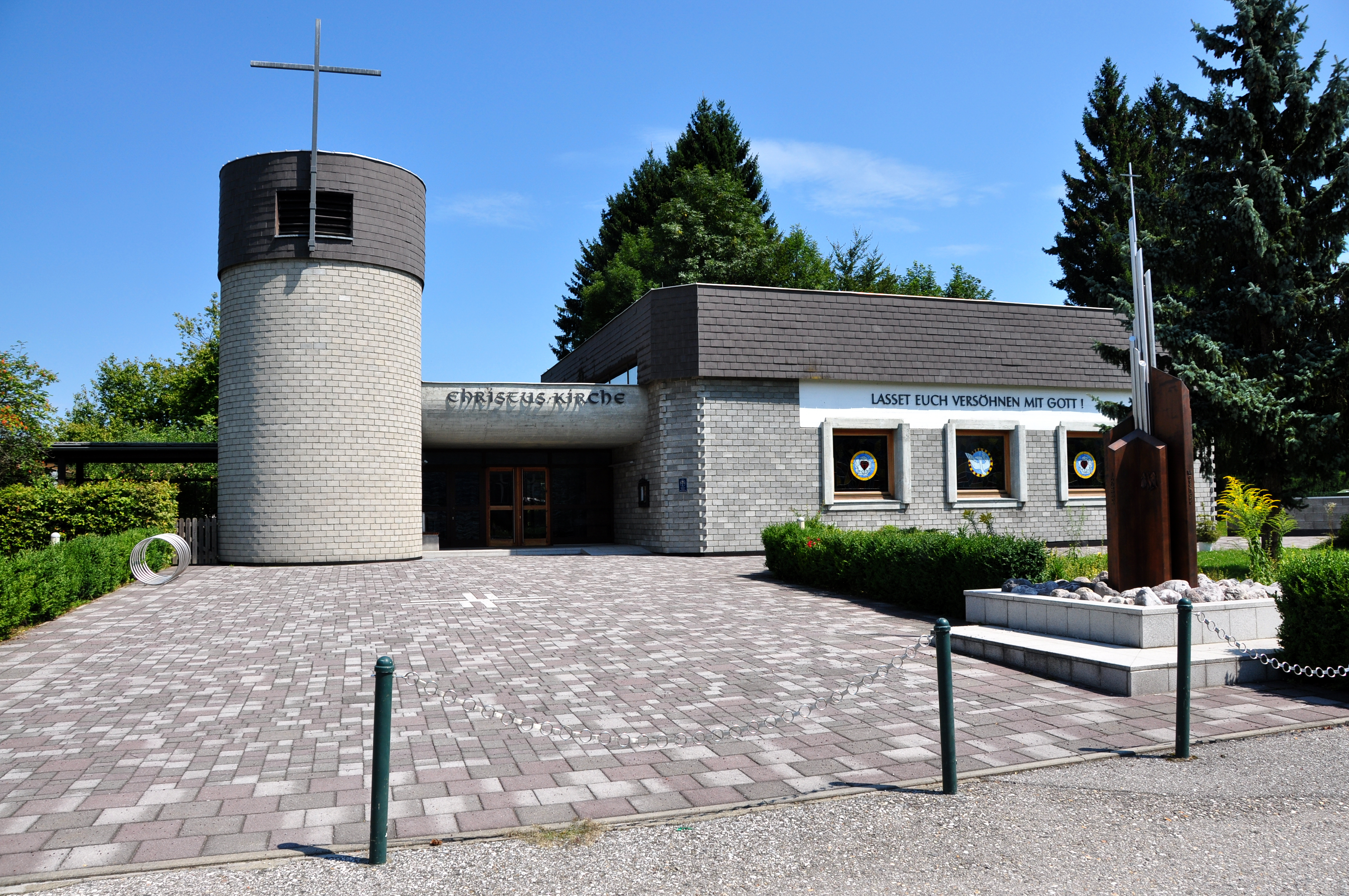
Christuskirche Velden

Die Christuskirche ist die evangelische Gemeindekirche von Velden am Wörther See im Bezirk Villach-Land im österreichischen Bundesland Kärnten. Sie gehört der Superintendentur Kärnten und Osttirol der Evangelischen Kirche A.B. in Österreich an.
Die Gemeinde der Christuskirche von Velden wurde 1963 als Tochtergemeinde der Heilandskirche von Pörtschach gegründet, als selbständige Kirchengemeinde besteht sie seit 1994. Die 1974 nach Plänen des Architekten Rainer Bergmann erbaute Kirche ist ein in Ziegelbauweise errichtetes bollwerkartiges Ensemble aus Rundturm und Kirchentrakt, verbunden durch den zurückverlegten Eingangsbereich. In der Massigkeit ihrer Erscheinung stellt der Veldener Kirchenbau ein frühes Beispiel der Postmodernen Architektur mit ihrer Rückbesinnung auf geschichtliche Vorbilder dar.
Eine umfangreiche Neugestaltung des Kirchenraums fand 1996 statt.